# Кунцево (Калининградская область)
Кунцево — посёлок в Багратионовском районе Калининградской области. Входит в состав Пограничного сельского поселения.

## Географическое положение
Кунцево расположено в 7 километрах к юго-западу от города Ладушкина между поселками Пятидорожное и Приморское. Ближайшая железнодорожная станция находится в 6 километрах в поселке Приморское.

## Топоним
Немецкий топоним Весслинен (нем. Weßlienen) происходит от фамилии владельца фермы Йорге Веслина, проживавшего здесь в 1461 году.

## История

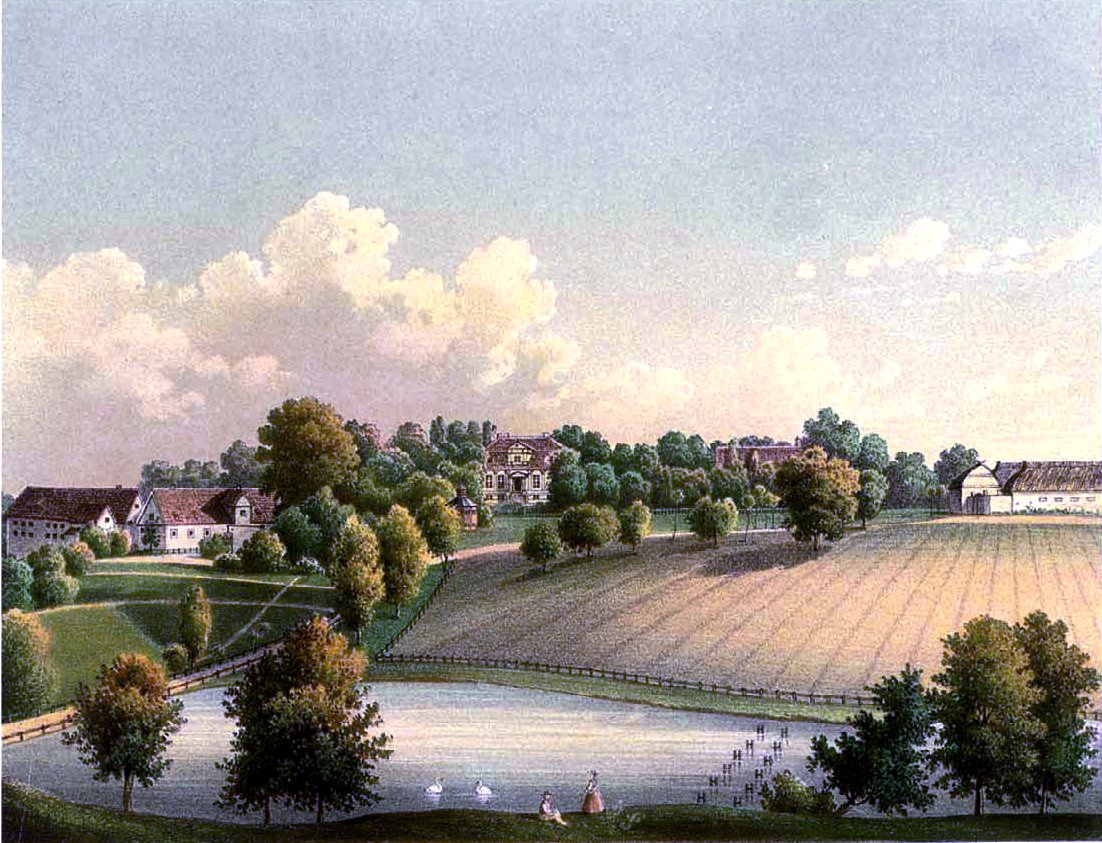
Усадьба Веслинен в 1860-е годы

Веслинен впервые упоминается в 1419 году. Первоначально здесь было три двора. С 1551 по 1720 год принадлежал дворянскому семейству Крейцев. В 1723 году был приобретен бургомистром Кёнигсберга Кристофом фон Негелином. В 1768—1832 годах принадлежал семье военного министра и обер-маршала Фридриха Готфрида фон Гробена и его наследникам. В 1907 году был приобретён Густавом Леопольдом фон Бюловом и принадлежал его семье вплоть до 1945 года. В 1910 году в Веслинене насчитывалось в общей сложности 148 жителей. Входил в район Хайлигенбайль административного округа Кёнигсберг в провинции Восточная Пруссия.
С 1945 года в составе России. Указом Президиума Верховного Совета РСФСР от 17 ноября 1947 г. «О переименовании населённых пунктов Калининградской области» населённому пункту было дано название — Высокое. В 1965 году Указом Президиума ВС РСФСР село Высокое переименовано в Кунцево.

## Население
| 2002 | 2010 |
| ---- | ---- |
| 23   | ↘21  |